# Francisco Mingot Valls
Francisco Mingot Valls (Alacant, 1835 - 11 de maig de 1898) fou un polític valencià, alcalde d'Alacant durant el segle xix. Fill del comerciant Antonio Mingot Rodrigo, es va casar amb Elvira Bas Moró, amb la que va tenir tres fills.
De tendència liberal, s'alineà políticament amb Práxedes Mateo Sagasta. Fou diputat de la Diputació d'Alacant i regidor de l'ajuntament d'Alacant el 1866, 1869 i 1877. Va ser vicepresident de la Societat Econòmica d'Amics del País i president de la Lliga de Contribuents de la província d'Alacant. Nomenat alcalde en juny de 1874, el desembre del mateix any en fou destituït arran del pronunciament de Sagunt del general Arsenio Martínez-Campos Antón. El seu pas per l'alcaldia, però, fou força polèmic, ja que en 1881 el diari republicà El Graduador el va acusar de malversació de cabals públics.